# Neckar-Fee
Die Neckar-Fee ist ein deutsches Fahrgastschiff.

## Geschichte
Das Schiff wurde 1957 auf der Schiffswerft Schmidt in Oberkassel gebaut und trug zunächst den Namen Georg Fischer. Anfangs noch für 300 und später für 250 Personen zugelassen, darf es mittlerweile noch 200 Passagiere befördern. Das Schiff wurde von der Rhein-Neckar-Fahrgastschiffahrt GmbH (RNF) in Heidelberg und zuvor von der Heidelberger Personenschiffahrt Gebr. Fischer betrieben. Günter Benja gibt für die Georg Fischer 1975 noch eine Länge von 27,50 m bei einer Breite von 4,85 m an. Das Schiff war laut Benja mit einer 120-PS-Maschine ausgestattet, die eine Geschwindigkeit von 18 km/h ermöglichte, und durfte 1975 noch 300 Fahrgäste an Bord nehmen. Dieter Schubert verzeichnete im Jahr 2000 für die Georg Fischer eine Länge von 28 m, ebenfalls die Breite von 4,85 m und den Tiefgang von 1,10 m, den Benja schon genannt hatte, eine 220-PS-Maschine und eine höchste zulässige Personenzahl von 250.
Im Jahr 2014 war die Georg Fischer zwar noch in einem Prospekt der Weißen Flotte Heidelberg aufgeführt, wurde aber in der Flottenübersicht auf der zugehörigen Homepage nicht mehr erwähnt.

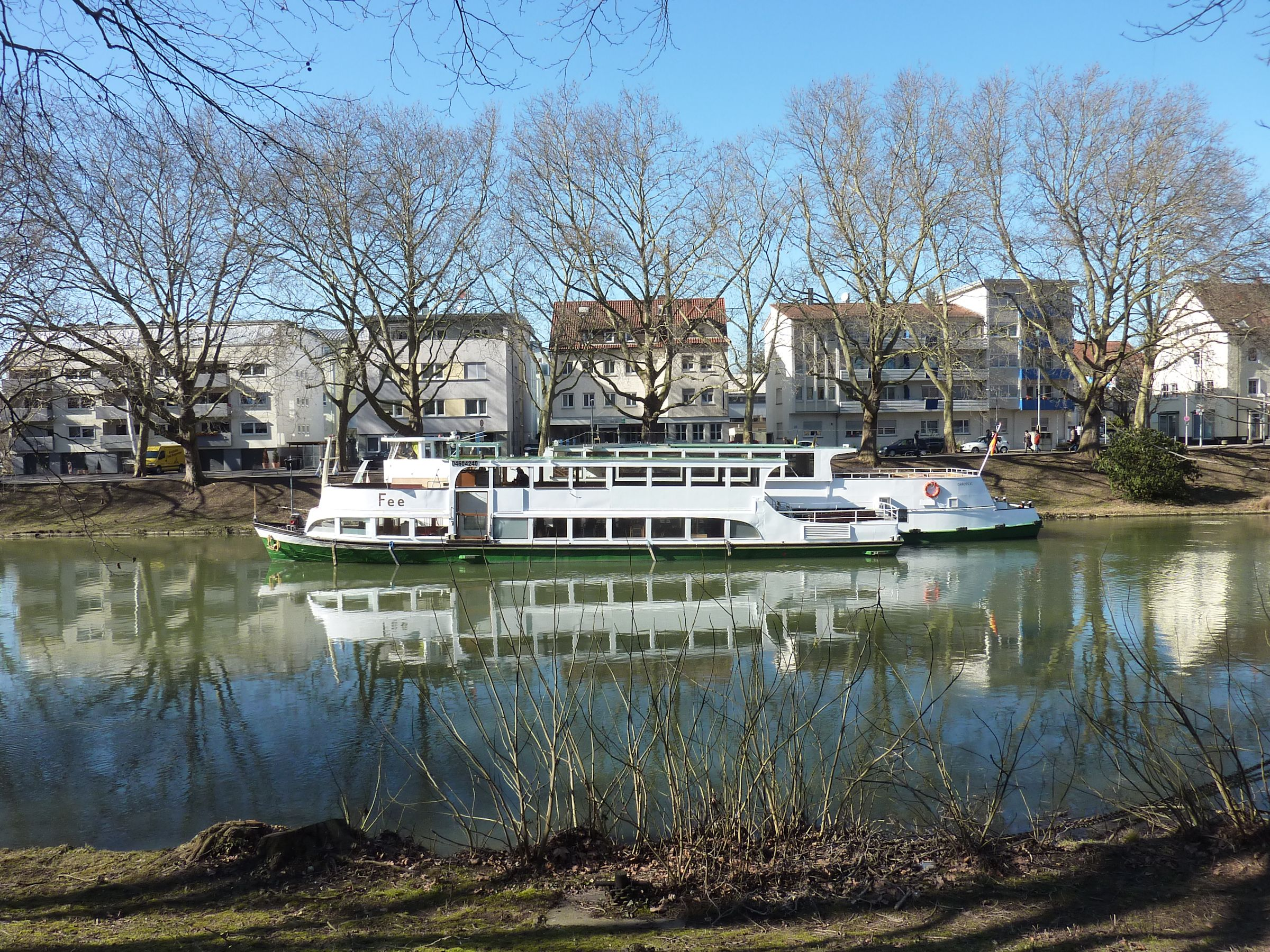
Die Fee ex Georg Fischer 2015

Das Schiff hatte laut einigen Quellen einen Motor von Deutz mit 220 PS, wurde aber nach der Ausmusterung in Heidelberg 2014 mit einem MAN D2866E mit 210 PS/154 kW zum Kauf angeboten. Gefordert wurden 169.900 Euro. Das Schiff ging 2014 in den Besitz der Personenschifffahrt Stumpf in Heilbronn über.
Es wurde für Stumpf 2014 auf der Schiffswerft in Neckarsteinach umgebaut und erhielt (2014) den neuen Namen Fee. Die Länge wurde von Stumpf wie auch vom nächsten Besitzer mit 27,85 m angegeben, die Breite mit 4,85 m; als Besonderheit des Schiffs werden zwei Freidecks genannt.
Stumpfs letzte zwei Schiffe Fee und Neckarbummler wurden von dem Stuttgarter Unternehmen Neckar-Käpt’n übernommen und ab dem Frühjahr 2022 unter den Namen Neckar-Fee und Neckar-Perle eingesetzt.